# 陽光廣場
參數所指定的目標頁面不存在，建議更正成存在頁面或直接建立下列一個頁面（建立前請先搜尋是否有合適的存在頁面可以取代）：
- 陽光廣場 (香港)

KLCC陽光廣場位於吉隆坡著名地標雙峰塔的底部，面積150萬平方呎（140,000m²），樓高6層，於1998年開幕，為吉隆坡著名的購物中心之一。在開幕當時，陽光廣場為馬來西亞面積最大的購物中心，這座巨型購物中心每週有近65萬人次到訪。整座商城由城中城不動產信託基金（KLCC Reit）持有，Suria KLCC Sdn Bhd負責管理及營運。
廣場內有眾多出入口與周圍的建築和公共交通體系連接，在廣場東側（Ampang Mall）的地下一樓，建有地下通道通往輕快鐵格蘭那再也線的城中城站（KLCC Station）和Avenue K商場，在同樓層的南側（Park Mall）則有通往吉隆坡會展中心和武吉免登（Bukit Bintang）的地下通道，目前已被劃為城中城－武吉免登空橋系統的部分路段。

## 商城名稱

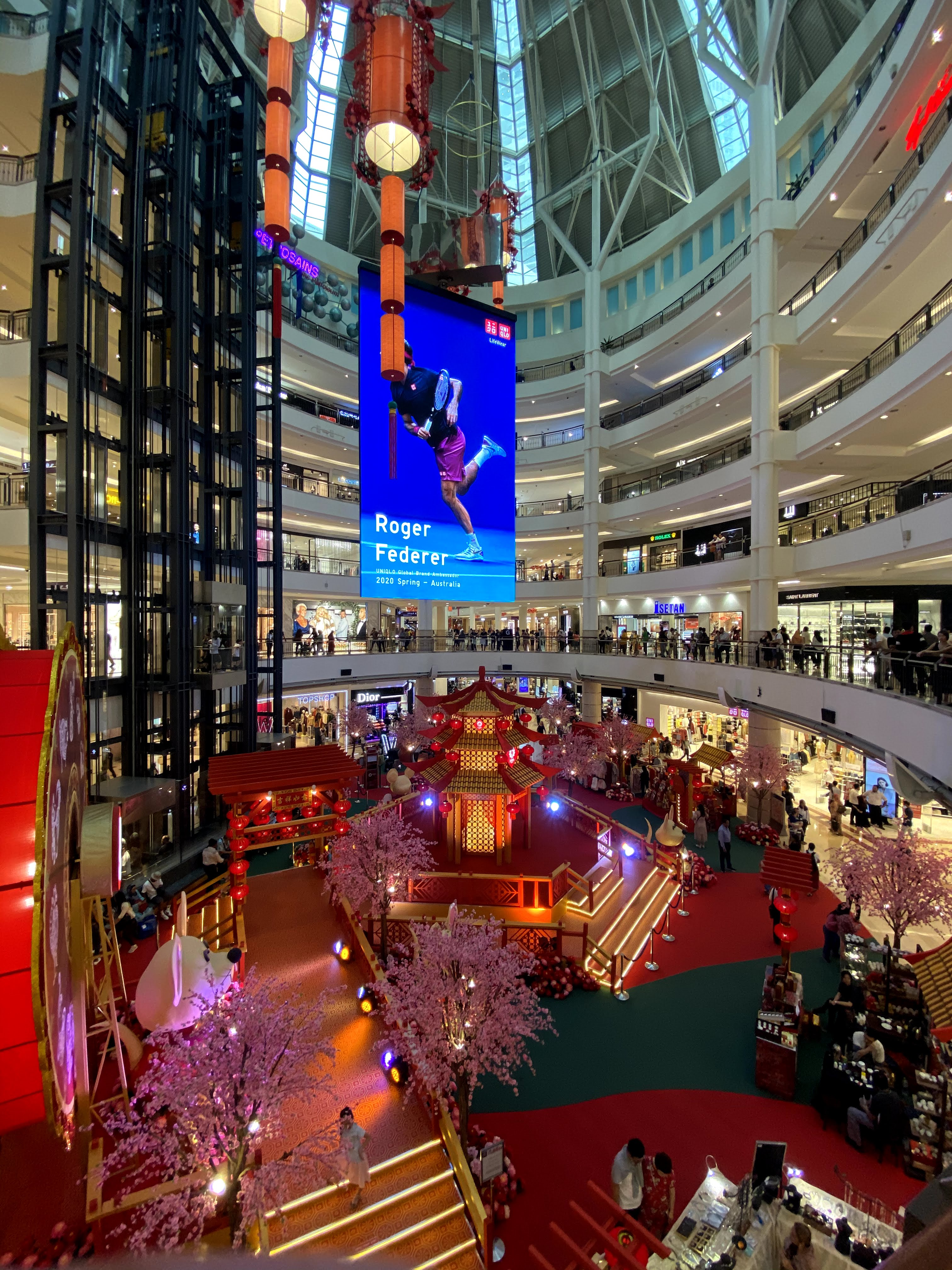
主中庭

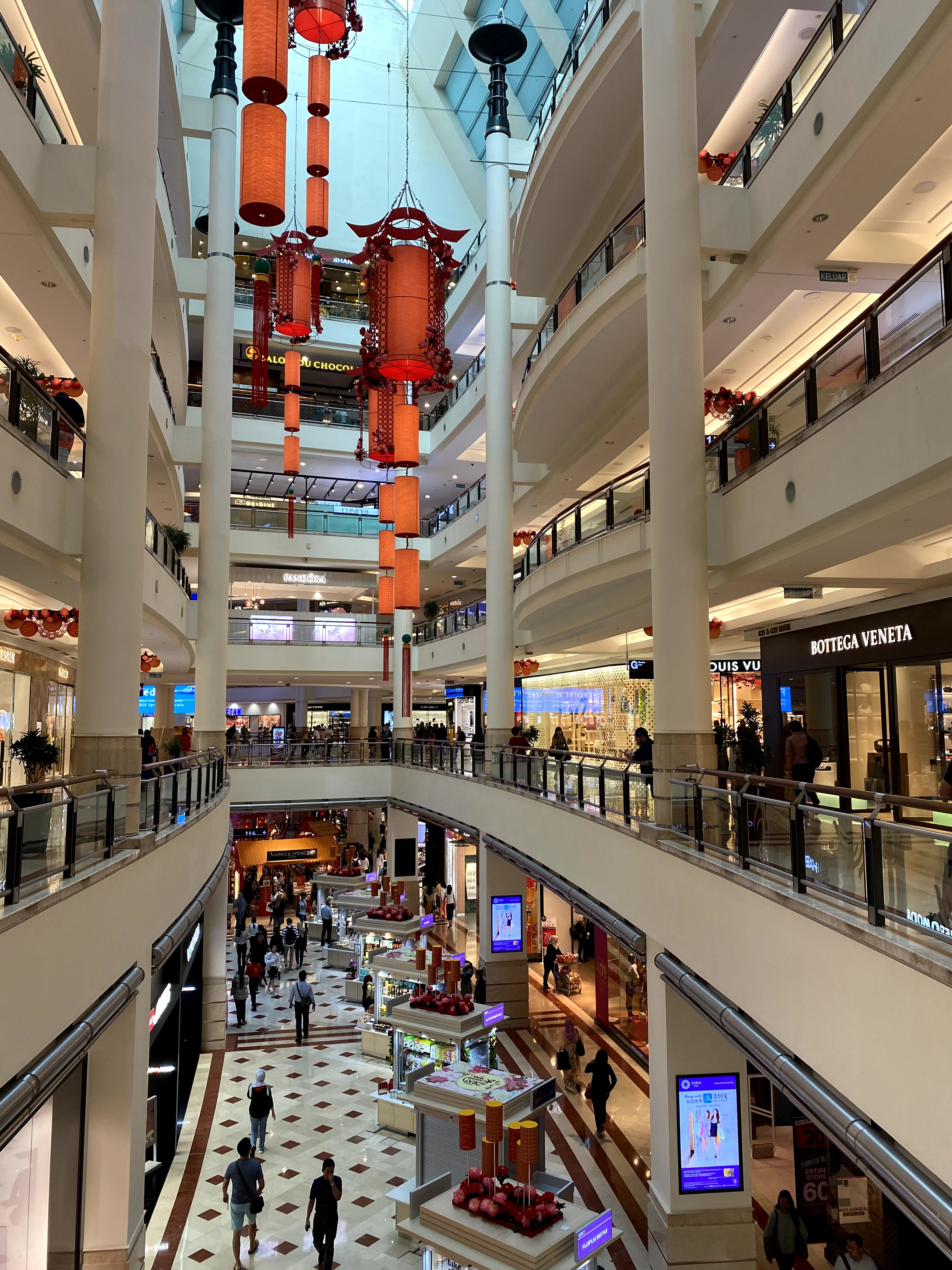
商場中庭

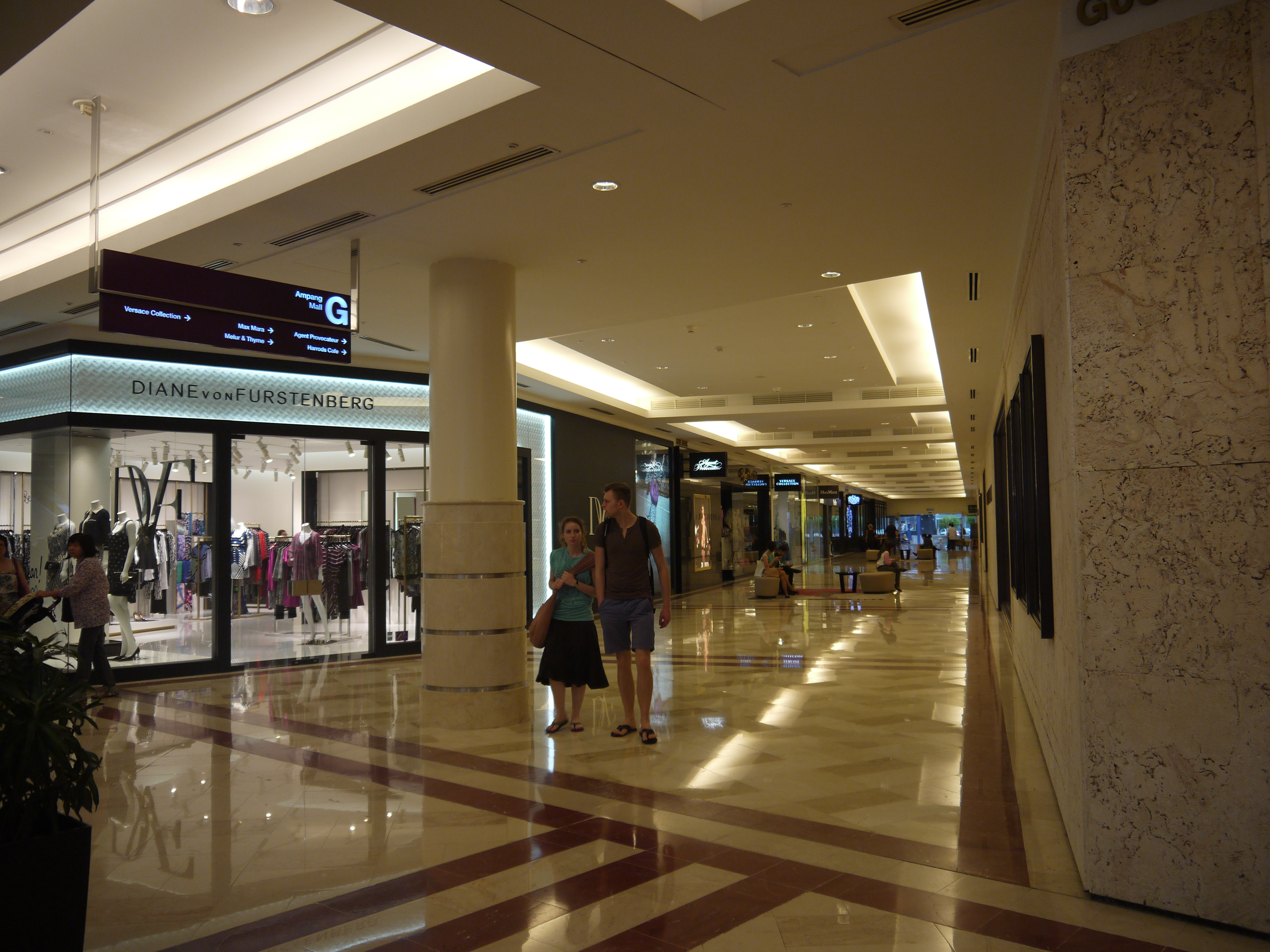
商場內貌

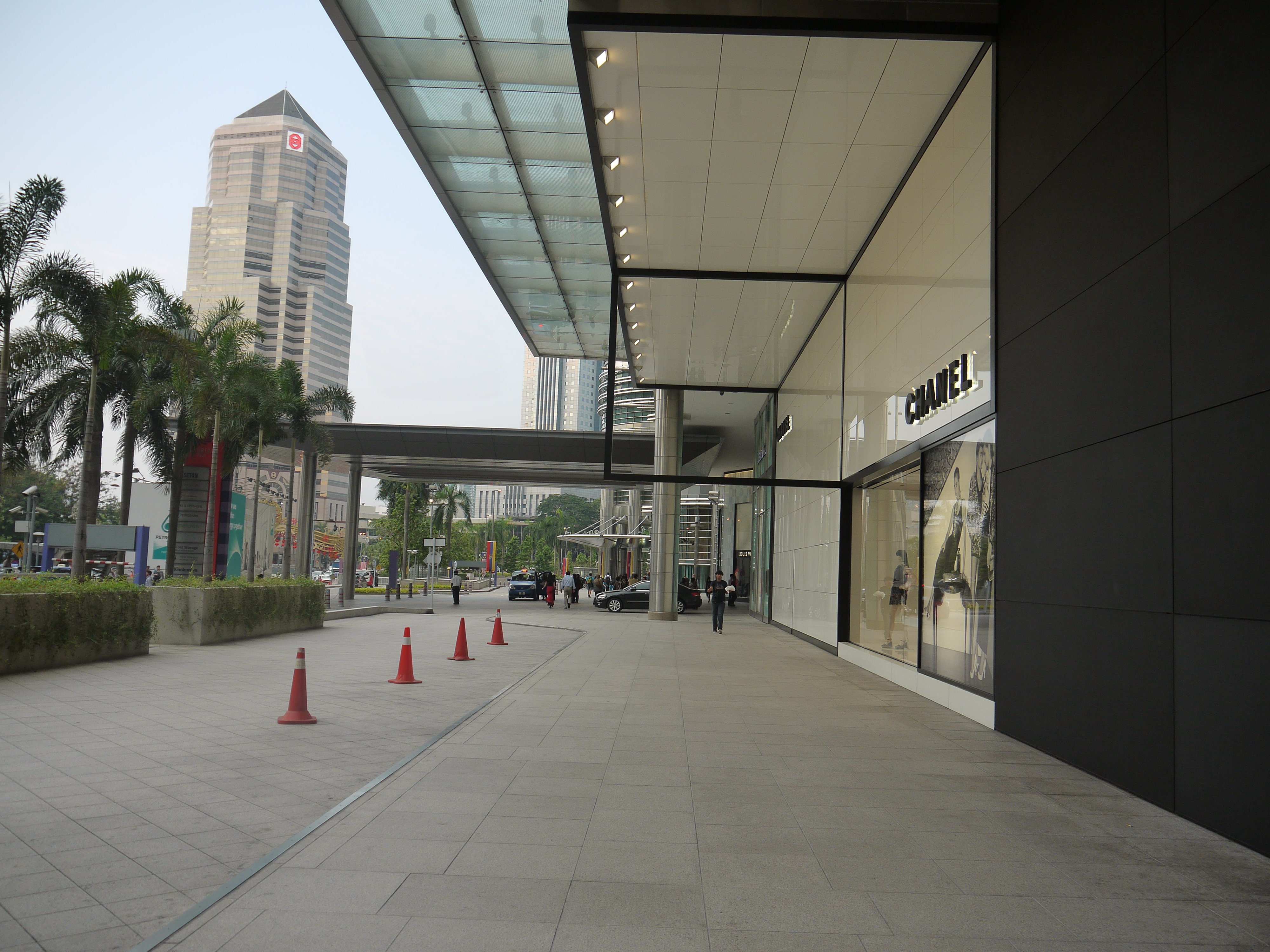
第二期陽光廣場的外觀

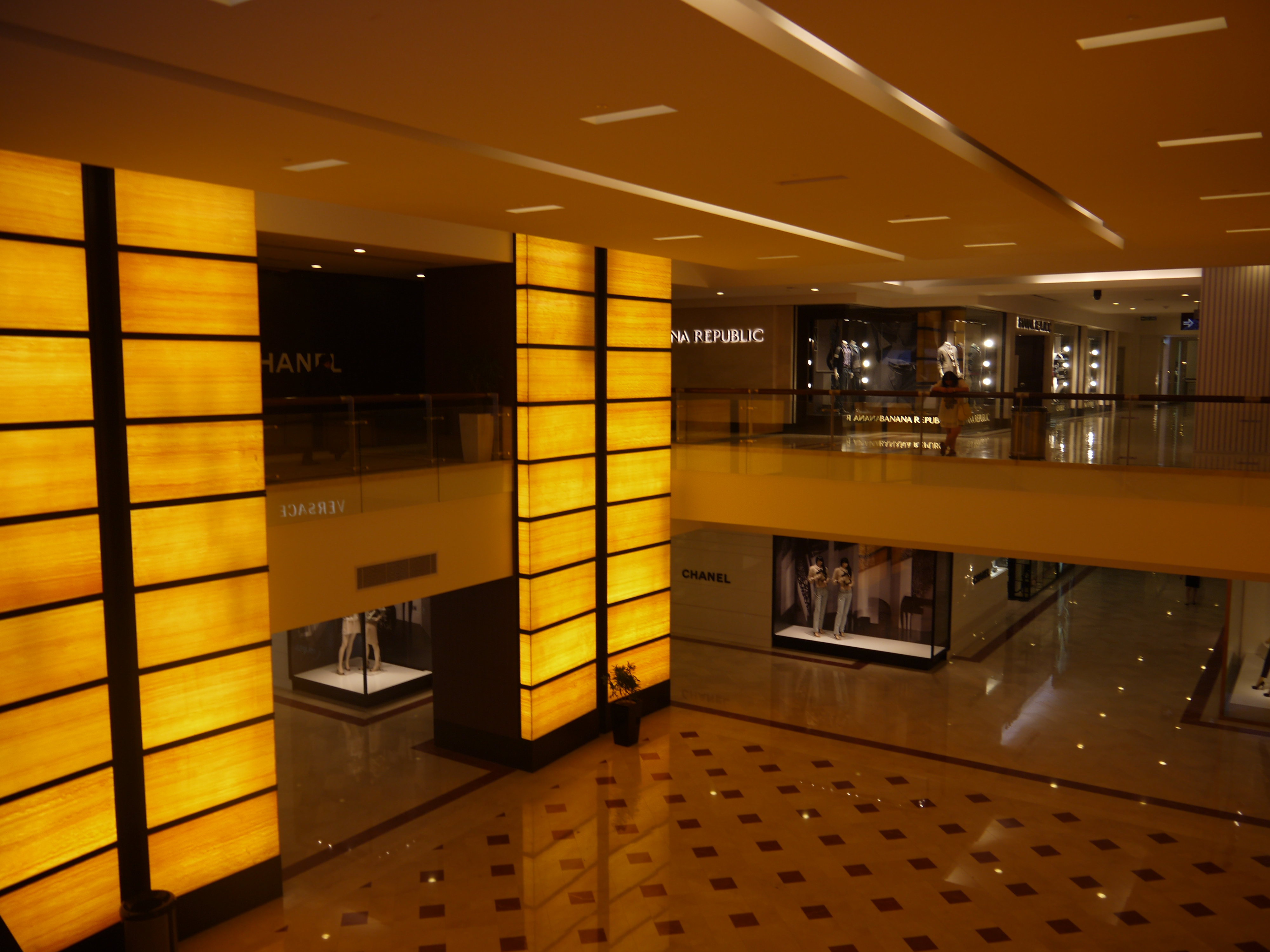
第二期陽光廣場的內觀

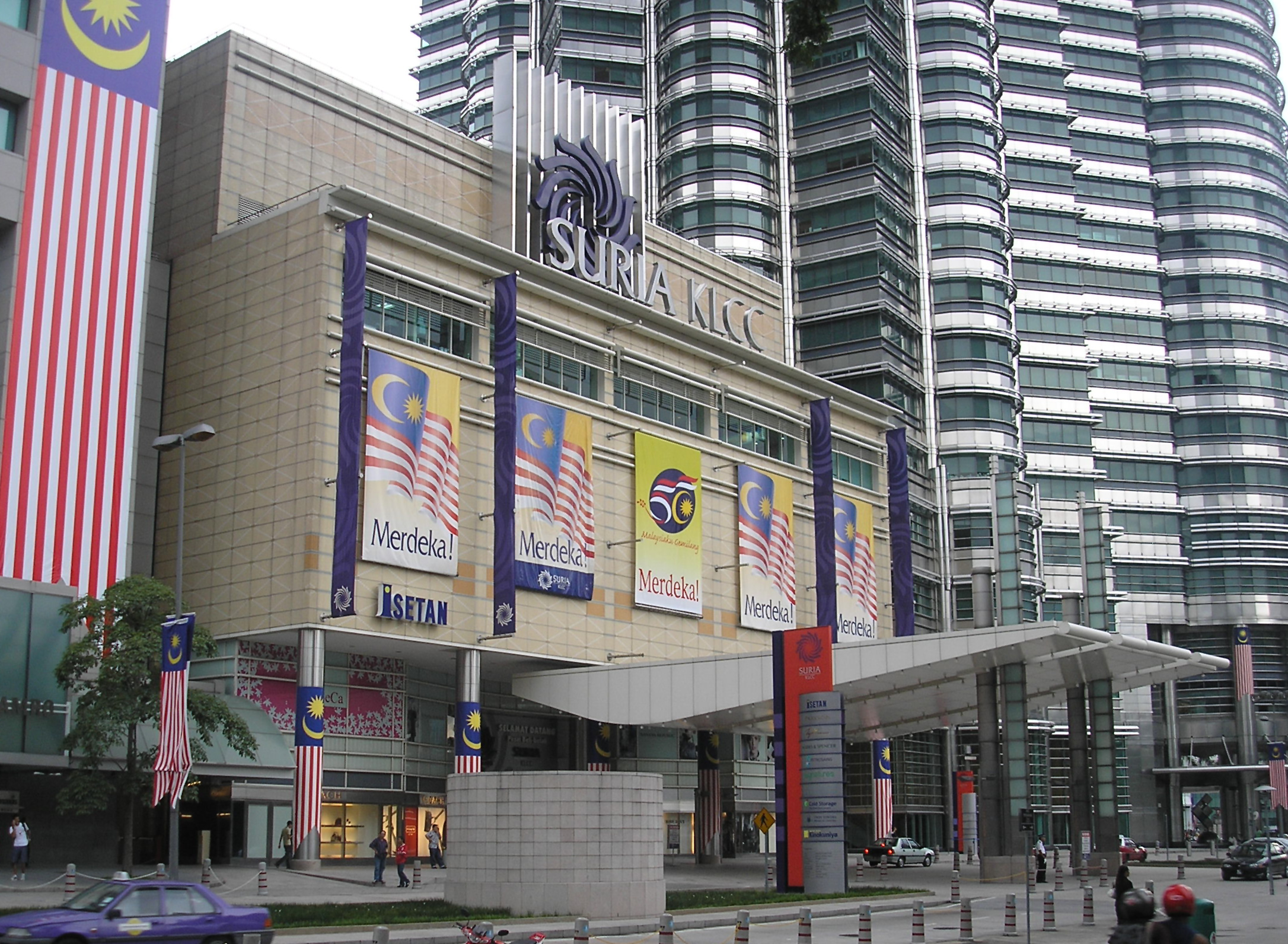
入口

陽光廣場的英文名稱是SURIA KLCC，其中suria在馬來文的古語中意思為「陽光」，而KLCC則是英文Kuala Lumpur City Centre的縮寫，中文為吉隆坡城中城。

## 歷史
當地原為雪蘭莪賽馬會的賽馬場之一，1991年，政府為了興建雙峰塔而回收此地，賽馬場遷至吉隆坡南部市郊沙登（Seri Kembangan）。

## 內部設施
商場內有320間店鋪，共有6層樓，匯集了許多國際知名品牌，其中以高檔精品品牌為主。商場內部分成四個區塊，依據各區出入口所面向的道路命名，包括Ampang Mall、Ramlee Mall、Park Mall和Centre Court。國油科學探索中心（Petrosains, The Discovery Centre）位在商城的四樓，館內展示有關石油產業的技術，並擁有互動式的展覽器材，讓參觀者可親身體驗。國油藝廊（Petronas Gallery）位在三樓，免費向大眾開放參觀，藝廊內不時展出國內外藝術家的作品。為應付大量的人潮，商城內設有兩座美食中心。其位在地下樓層的停車場提供了超過5,000個停車位。陽光廣場的第二期擴建，延伸至勘探大廈（Menara Carigali）裙樓，於2012年開幕，目前正在進行第三期的擴建工程。

## 進駐的主要商家
陽光廣場的主要進駐廠商為日資百貨伊势丹（Isetan）、本土百貨百盛（Parkson）、英資馬莎百貨（Marks & Spencer）、馬來西亞唯一一家的紀伊國屋書店（Kinokuniya）、擁有12個院庭的TGV電影院。
商城內的底樓與一樓多以國際知名服裝和珠寶品牌為主，包括Louis Vuitton、Tiffany & Co、Burberry、Coach、Giorgio Armani、Gucci、Ralph Lauren、Chanel、Salvatore Ferragamo、Cartier、Bvlgari、De Beers、Piaget、Mont Blanc、Loewe、Versace、Fendi、Hugo Boss、Harrods、Anya Hindmarch、Dolce & Gabbana等。其他樓層多為中上階級和快速時尚品牌，如Uniqlo、Zara、Topshop、The Body Shop、Sephora、Armani Exchange、Nine West、Banana Republic、Lacoste、Bershka、Factorie、Timberland等；第四層的租戶則是以餐飲和美容沙龍為主。

### 伊勢丹
日資百貨伊势丹（Isetan）在馬來西亞的第二家分店，於1998與商場一同開幕，位在商場東側的Ampang Mall。在2012年間也曾進行過大型的整修，是伊勢丹在馬來西亞面積最大的分店，共有6層，販售的商品以東亞知名品牌為主。其底樓的Isetan FoodMarket販售許多的日本食品，一些日本的餐飲品牌和土產業者也在這裡設立專櫃，販售源自日本的特產。

### 紀伊國屋

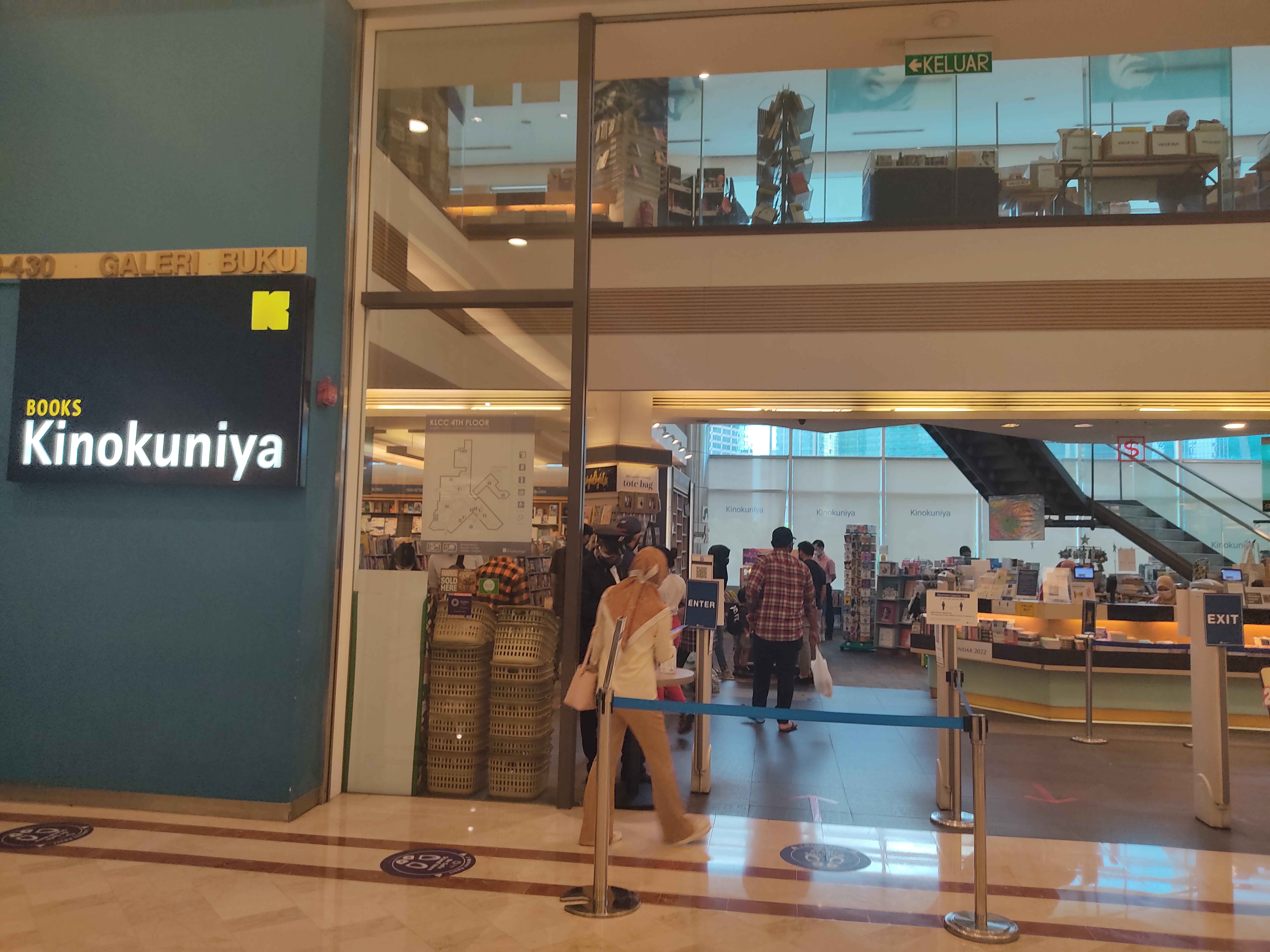
紀伊國屋

位在四樓的紀伊國屋書店（Kinokuniya）是其在馬來西亞唯一的分店，其日文部原設在伊勢丹百貨內，在2008年書店進行整修擴建工程時，一同被整合在一起。該次的整修，也將原本由Pageone代理的設計、藝術雜誌部收歸自有。

### 馬莎百貨
來自英國的馬莎百貨（Marks & Spencer）位在商場的地下1樓，2013年進行整修後，引入完整的食品部和烘培部。

### 路易·威登
路易·威登（Louis Vuitton）於2007年7月開幕，為馬來西亞面積最大的分店之一，以販售女裝鞋、箱包、眼鏡、手錶為主，該旗艦店的設計概念以"包包吧"為主。

### 蒂芙尼公司
來自美國的著名珠寶行蒂芙尼公司（Tiffany & Co）的第一家分店開設在此，在2013年擴增至2層樓的店面。

## 交通

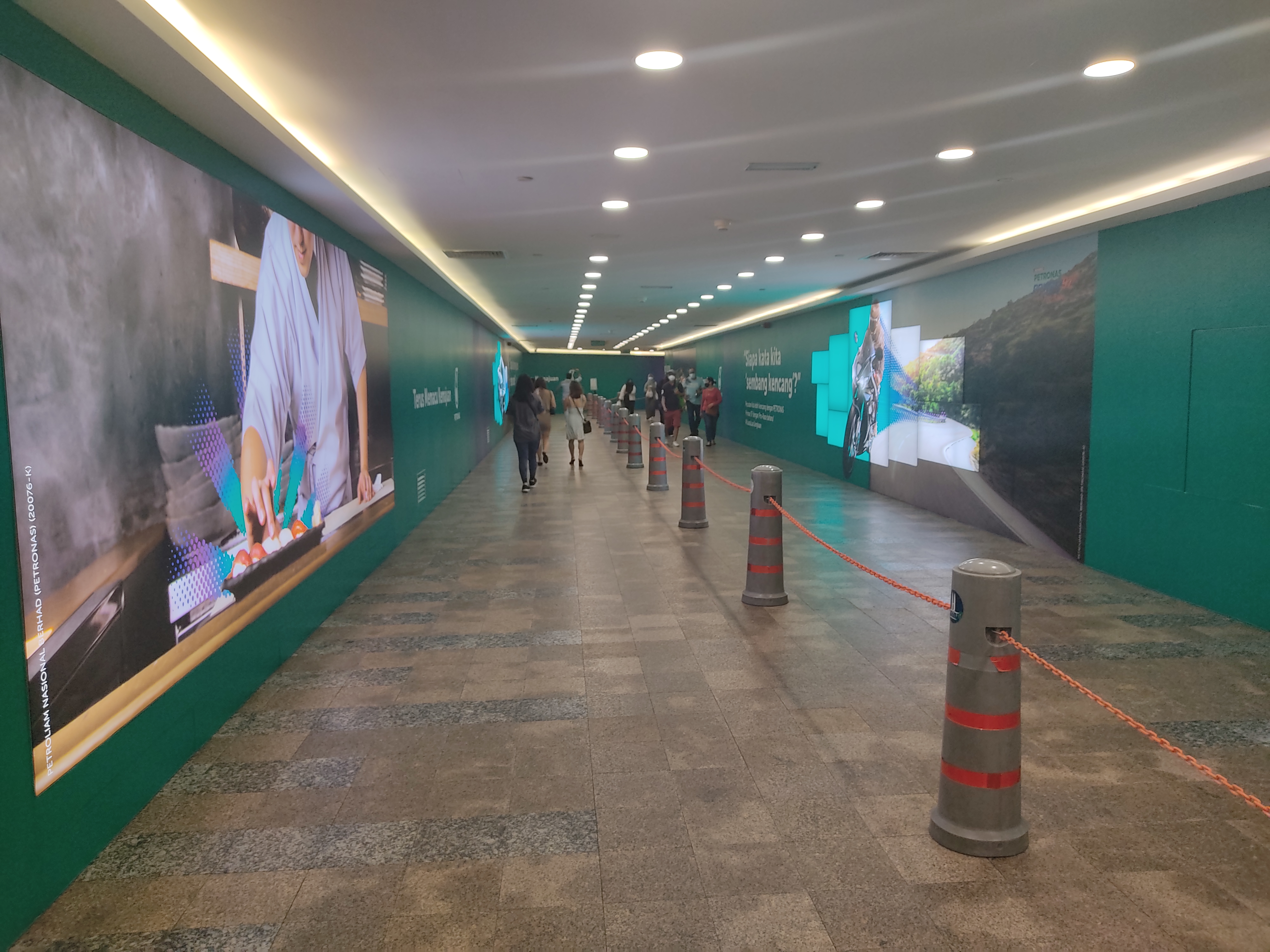
通往城中城站的地下隧道

商場的底樓有地下通道連接輕快鐵格拉那再也線城中城站（KLCC），未来布城线也将会在商场附近的城中城道站设有地下捷运站。此外，城中城也备有GO吉隆坡城市巴士服务。

## 節慶與活動

### 國慶日與跨年活動
陽光廣場旁的城中城公園為吉隆坡主要倒數國慶日和跨年的活動舉辦地，許多重要節日，許多市民與遊客都會聚集在商城的內外場所以等待慶典煙火的釋放。

### 示威活動
陽光廣場外也是馬來西亞經常舉辦抗議活動及集會的場所，其抗議活動以抗議物價上漲為主。發生在最近的示威活動是2007年11月25日由兴都權益委員會為爭取印度民族權益的遊行。

## 外部連結
- KLCC阳光广场 （页面存档备份，存于）
- 陽光廣場的Facebook專頁